# Giải bóng đá hạng tư quốc gia Cộng hòa Síp 2007–08
Giải bóng đá hạng tư quốc gia Cộng hòa Síp 2007–08 là mùa giải thứ 23 của giải bóng đá hạng tư Cộng hòa Síp. Digenis Oroklinis giành danh hiệu đầu tiên.

## Thể thức thi đấu
Có 14 đội tham gia Giải bóng đá hạng tư quốc gia Cộng hòa Síp 2007–08. Tất cả các đội đều thi đấu 2 trận, một trân sân nhà và một trận sân khách. Đội nhiều điểm nhất sẽ lên ngôi vô địch. Ba đội đầu bảng được lên chơi tại Giải bóng đá hạng ba quốc gia Cộng hòa Síp 2008–09 và ba đội cuối bảng xuống chơi ở các giải khu vực.

### Hệ thống điểm
Các đội bóng nhận 3 điểm cho một trận thắng, 1 điểm cho một trận hòa và 0 điểm cho một trận thua.

## Thay đổi so với mùa giải trước
Các đội thăng hạng Giải bóng đá hạng ba quốc gia Cộng hòa Síp 2007–08
- Spartakos Kitiou
- AEK Kouklia
- Anagennisi Trachoniou

Các đội xuống hạng từ Giải bóng đá hạng ba quốc gia Cộng hòa Síp 2006–07
- Digenis Oroklinis
- FC Episkopi
- SEK Agiou Athanasiou

Các đội thăng hạng từ các giải khu vực
- ASPIS Pylas
- Ellinismos Akakiou
- P.O. Xylotymvou

Các đội xuống hạng các giải khu vực
- AEK Kythreas
- AOL/Omonia Lakatamias
- Thiella Dromolaxia

## Bảng xếp hạng
| Vị thứ | Đội                     | St. | T. | H. | B. | BT. | BB. | HS. | Đ. | Ghi chú                                                                | Thành tích đối đầu |
| ------ | ----------------------- | --- | -- | -- | -- | --- | --- | --- | -- | ---------------------------------------------------------------------- | ------------------ |
| 1      | Digenis Oroklinis       | 26  | 17 | 6  | 3  | 49  | 22  | 27  | 57 | Vô địch-Thăng hạng Giải bóng đá hạng ba quốc gia Cộng hòa Síp 2008–09. |                    |
| 2      | Othellos Athienou       | 26  | 15 | 9  | 2  | 60  | 28  | 32  | 54 | Thăng hạng Giải bóng đá hạng ba quốc gia Cộng hòa Síp 2008–09.         |                    |
| 3      | Orfeas Nicosia          | 26  | 14 | 8  | 4  | 59  | 34  | 25  | 50 | Thăng hạng Giải bóng đá hạng ba quốc gia Cộng hòa Síp 2008–09.         |                    |
| 4      | Enosis Neon Parekklisia | 26  | 15 | 2  | 9  | 57  | 38  | 19  | 47 |                                                                        |                    |
| 5      | Sourouklis Troullon     | 26  | 11 | 6  | 9  | 38  | 31  | 7   | 39 |                                                                        |                    |
| 6      | Enosis Kokkinotrimithia | 26  | 9  | 10 | 7  | 50  | 33  | 17  | 37 | Enosis 0-0 ASPIS ASPIS 0-0 Enosis                                      |                    |
| 7      | ASPIS Pylas             | 26  | 11 | 4  | 11 | 35  | 40  | -5  | 37 | Enosis 0-0 ASPIS ASPIS 0-0 Enosis                                      |                    |
| 8      | Achyronas Liopetriou    | 26  | 10 | 4  | 12 | 44  | 50  | -6  | 34 |                                                                        |                    |
| 9      | Ellinismos Akakiou      | 26  | 9  | 6  | 11 | 29  | 43  | -14 | 33 | Ellinismos 7p APEP 6p P.O. Xylotymvou 4p                               |                    |
| 10     | APEP Pelendriou         | 26  | 9  | 6  | 11 | 43  | 47  | -4  | 33 | Ellinismos 7p APEP 6p P.O. Xylotymvou 4p                               |                    |
| 11     | P.O. Xylotymvou         | 26  | 9  | 6  | 11 | 39  | 43  | -4  | 33 | Ellinismos 7p APEP 6p P.O. Xylotymvou 4p                               |                    |
| 12     | Ethnikos Latsion FC     | 26  | 8  | 7  | 11 | 42  | 53  | -11 | 31 | Xuống hạng các giải khu vực.                                           |                    |
| 13     | SEK Agiou Athanasiou    | 26  | 2  | 5  | 19 | 22  | 66  | -44 | 81 | Xuống hạng các giải khu vực.                                           |                    |
| 14     | FC Episkopi             | 26  | 2  | 3  | 21 | 19  | 58  | -39 | 32 | Xuống hạng các giải khu vực.                                           |                    |

1SEK Agiou Athanasiou bị trừ 3 điểm.
2FC Episkopis bị trừ 6 điểm; họ bỏ giải vào giai đoạn giữa mùa (sau vòng đấu 13) và các trận còn lại được tính 0-2 cho các đối thủ.
Hệ thống điểm: Thắng=3 điểm, Hòa=1 điểm, Thua=0 điểm
Quy tắc xếp hạng: 1) Điểm; 2) Điểm thành tích đối đầu; 3) Hiệu số đối đầu; 4) Bàn thắng sân khách đối đầu; 5) Hiệu số; 6) Số bàn thắng

## Kết quả
| ↓Home / Away→       | APP | ASP | ACR | DGN | ETN | ELN | ENK | ENP | EPS | XLT | OTL | ORF | SEK | SRK |
| ------------------- | --- | --- | --- | --- | --- | --- | --- | --- | --- | --- | --- | --- | --- | --- |
| APEP                |     | 4-3 | 4-1 | 2-2 | 2-3 | 5-4 | 0-1 | 0-2 | 2-0 | 3-1 | 0-0 | 1-0 | 1-1 | 2-2 |
| ASPIS               | 2-0 |     | 2-1 | 0-1 | 2-0 | 3-0 | 0-0 | 2-1 | 2-1 | 2-4 | 1-1 | 0-2 | 1-0 | 2-1 |
| Achyronas           | 1-1 | 2-1 |     | 1-2 | 2-1 | 3-1 | 1-5 | 1-3 | 2-0 | 3-1 | 0-2 | 6-0 | 1-1 | 3-3 |
| Digenis             | 5-2 | 3-2 | 4-0 |     | 1-1 | 0-1 | 3-2 | 2-1 | 1-1 | 4-1 | 2-2 | 0-0 | 3-0 | 1-0 |
| Ethnikos Latsion FC | 2-2 | 2-1 | 1-1 | 0-2 |     | 2-2 | 1-1 | 3-0 | 2-0 | 0-3 | 0-2 | 1-6 | 1-0 | 2-2 |
| Ellinismos          | 2-1 | 0-0 | 1-2 | 1-0 | 2-2 |     | 0-4 | 0-3 | 1-0 | 2-1 | 1-2 | 1-3 | 2-0 | 1-0 |
| Enosis              | 0-1 | 0-0 | 2-0 | 1-2 | 5-2 | 1-2 |     | 2-1 | 2-0 | 1-1 | 3-3 | 2-2 | 4-0 | 0-0 |
| ENP                 | 2-1 | 7-0 | 3-1 | 1-2 | 3-2 | 2-0 | 2-1 |     | 2-1 | 0-0 | 5-2 | 3-3 | 6-2 | 0-1 |
| FC Episkopi         | 3-2 | 0-2 | 0-4 | 0-2 | 1-4 | 0-2 | 2-2 | 0-2 |     | 3-1 | 0-2 | 0-2 | 0-2 | 1-3 |
| P.O. Xylotymvou     | 3-1 | 0-1 | 4-2 | 1-1 | 4-2 | 1-1 | 1-1 | 0-3 | 2-0 |     | 2-3 | 1-4 | 1-0 | 2-1 |
| Othellos            | 2-1 | 4-0 | 1-0 | 0-3 | 6-2 | 2-0 | 6-2 | 4-1 | 4-1 | 1-1 |     | 0-0 | 5-0 | 3-0 |
| Orfeas              | 3-1 | 3-2 | 4-1 | 0-1 | 2-1 | 4-0 | 1-1 | 5-2 | 2-2 | 2-1 | 1-1 |     | 5-2 | 1-2 |
| SEK                 | 1-2 | 1-3 | 2-3 | 0-2 | 1-4 | 1-1 | 0-7 | 1-2 | 4-3 | 1-2 | 0-0 | 1-1 |     | 1-4 |
| Sourouklis          | 1-2 | 2-1 | 1-2 | 2-0 | 0-1 | 1-1 | 2-0 | 2-0 | 2-0 | 1-0 | 2-2 | 1-3 | 2-0 |     |

- FC Episkopis bị trừ 6 điểm; họ bỏ giải vào giai đoạn giữa mùa (sau vòng đấu 13) và tất cả các trận còn lại được tính 0-2 cho các đối thủ.